# Jhonathan Ospina
Pour les articles homonymes, voir Ospina.
Ospina  Rivas est un nom espagnol. Le premier nom de famille, en général paternel, est Ospina ; le second, en général maternel, souvent omis, est Rivas.
Jhonathan Stivens Ospina Rivas, né le 18 novembre 1993 à Amagá (Antioquia), est un coureur cycliste colombien.

## Palmarès sur route

### Par année
- 2011
  - 3e de la la Vuelta del Porvenir de Colombia
- 2015
  - 5e étape du Tour de Colombie espoirs (contre-la-montre)

### Classements mondiaux
| Année            | 2015 | 2016 | 2017 |
| ---------------- | ---- | ---- | ---- |
| UCI America Tour | 393e |      | 433e |

## Palmarès sur piste

### Championnats de Colombie
- Medellín 2016
  -  Médaillé d'argent de l'omnium[3]
  -  Médaillé de bronze de la poursuite par équipes (avec Brayan Sánchez, Carlos Tobón et Stiber Ortiz)[4].